# Comuna Svitîlnea, Brovarî
Svitîlnea (în ucraineană Світильня) este o comună în raionul Brovarî, regiunea Kiev, Ucraina, formată din satele Hrebelkî și Svitîlnea (reședința).

## Demografie
Componența lingvistică a comunei Svitîlnea
     Ucraineană (96,99%)
     Rusă (2,57%)
     Alte limbi (0,07%)
Conform recensământului din 2001, majoritatea populației comunei Svitîlnea era vorbitoare de ucraineană (96,99%), existând în minoritate și vorbitori de rusă (2,57%).